# Parabola
Pour les articles homonymes, voir Parabola (homonymie).
Parabola est un film belge réalisé par Karim Ouelhaj, sorti le 9 août 2006.

## Synopsis
Sarah, 28 ans et vivant à Liège, se prostitue non par obligation ou par choix. Pour elle, c'est un moyen de gagner de l'argent rapidement.
Elle vit avec son compagnon, Zacharie, qui passe son temps dans l'appartement en ruminant, et à lui soutirer de l'argent. Le reste d'amour s'est transformé en une violence pesante pour Sarah, qui n'ose pas lui refuser quoi que ce soit.
Elle rencontre alors Axelle, une amie d'enfance devenue photographe, et Helena, une jeune femme enceinte que son copain vient de quitter brutalement. Une profonde amitié va rapidement lier ces trois femmes, chacune entrant dans la vie et les problèmes des deux autres.
À mesure que leur amitié s'accroît, les tensions entre Zach et Sarah se renforcent. En suivant les conseils de ses amies, Sarah trouve la force de rompre avec Zach, qui va finalement lui tendre un piège manquant de la détruire.

## Autour du film
Parabola est un "street film", réalisé avec un budget dérisoire de 750 euros, avant qu'il ne soit post-produit et ne bénéficie de l'aide des professionnels pour sa finition.
Fin 2017, le film a été inclus dans un coffret DVD avec deux autres films du réalisateur.

## Fiche technique
- Titre : Parabola
- Réalisation : Karim Ouelhaj
- Scénario : Karim Ouelhaj et Daniel Donkers
- Pays :  Belgique
- Année : 2005
- Genre : docufiction / drame
- Durée : 105 minutes
- Format : 35 mm

## Distribution
- Céline Rallet : Sarah
- Aude Lorquet : Axelle
- Julie Burg : Helena
- Mario Guzmán : Zacharie

## Récompenses et sélections
- Sélection au Tiburon International Film Festival (USA) 2006 – Vainqueur du Prix Federico Fellini[2].
- Sélection à la Giornati degli Autori - Mostra de Venise (Italie) 2005[3].
- Sélection au Festival El Ojo Cojo de Madrid (Espagne) - 2005[4].
- Sélection au Festival International du film d’Amiens (France) - 2005.
- Sélection au Festival International du Film Francophone de Namur (Belgique) - 2005[5].